# Galebje krilo
Galebje krilo izvedba letalskega krila, ki je po obliki podobna galebjemu. Letala z galebjim krilom je lažje izvleči iz vrija, vendar pa ima taka izvedba manjše razmerje vzgon/upor. Prvič so galebje krilo uporabili na jadralnemu letalu Weltensegler leta 1921. Sledil je kratek zaton, kasneje leta 1930 se je spet pojavilo na jadralniku RRG Fafnir. 

## Jadralna letala
- Bowlus Senior Albatross
- DFS Habicht
- DFS Kranich
- DFS Reiher
- Göppingen Gö 3 Minimoa
- Lawrence Tech IV "Yankee Doodle")
- Lippisch Fafnir
- Ross RS-1 Zanonia
- Schweyer Rhönsperber
- Slingsby Kite
- Weltensegler

## Vodna letala
- Berijev Be-6
- Dornier Do 26
- Martin P5M Marlin
- Martin PBM Mariner
- Piaggio P.136
- Short Knuckleduster

## Kopenska letala
- North American B-25 Mitchell
- PZL P.11
- Polikarpov I-153

## Obratno galebje krilo
Obratno galebje krilo omogoča uporabo krajšega (nižjega) pristajalnega podvozja, kar je olajša pristanek.
- Aichi B7A
- Blohm & Voss Ha 137
- Junkers Ju-87 Stuka
- Vought F4U Corsair
- Mitsubishi A5M